# Adelio Dell’Oro

Bischofswappen von Adelio Dell’Oro

Adelio Dell’Oro (* 31. Juli 1948 in Mailand) ist ein italienischer Geistlicher und römisch-katholischer Bischof von Karaganda.

## Leben
Adelio Dell’Oro trat 1959 in das Knabenseminar des Erzbistums Mailand und 1967 in das Priesterseminar ein. Er empfing am 28. Juni 1972 das Sakrament der Priesterweihe.
Neben verschiedenen Aufgaben in der Pfarrseelsorge war er von 1974 bis 1997 als Religionslehrer an verschiedenen Schulen tätig. Im Jahr 1997 ging er als Fidei-donum-Priester nach Kasachstan. Hier war er unter anderem Spiritual am interdiözesanen Priesterseminar in Karaganda und Direktor von Caritas Kasachstan. Von 2007 bis 2009 war er Pfarrer im Erzbistum Astana und Mitarbeiter der Apostolischen Nuntiatur in Kasachstan. Von 2010 bis 2012 war er wieder in Italien, wo er unter anderem Assistent der Bewegung Comunione e Liberazione im Erzbistum Mailand war.
Am 7. Dezember 2012 ernannte ihn Papst Benedikt XVI. zum Titularbischof von Castulo und bestellte ihn zum Apostolischen Administrator von Atyrau. Der Erzbischof von Mailand, Angelo Kardinal Scola, spendete ihm am 2. März 2013 die Bischofsweihe; Mitkonsekratoren waren der Alterzbischof von Mailand, Dionigi Kardinal Tettamanzi, der Erzbischof von Astana, Tomasz Peta, und der Apostolische Nuntius in Kasachstan, Erzbischof Miguel Maury Buendía.
Papst Franziskus ernannte ihn am 31. Januar 2015 zum Bischof von Karaganda. Das Amt des Administrators von Atyrau behielt er bis zur Ernennung Dariusz Buras’ zum neuen Administrator bei.